# Старостин, Александр Петрович
Александр Петрович Старостин (9 (22) августа 1903, деревня Погост, Переславский уезд, Владимирская губерния, Российская империя — 23 сентября 1981, Москва, СССР) — советский футболист, защитник. Первый капитан московского «Спартака». Победитель III летней рабочей Олимпиады в Антверпене 1937.

## Биография

### Карьера игрока
Выступал за московские клубы: РГО «Сокол» (1918—1921), МКС (1922), «Красная Пресня» (1923—1925), «Пищевики» (1926—1930), «Промкооперация» (1931, 1934), «Дукат» (1932—1933), «Спартак» (1935—1937, капитан команды). Играл на позиции правого защитника. Победитель осеннего чемпионата СССР 1936 года. Серебряный призёр чемпионата 1937 года. Бронзовый призёр весеннего чемпионата 1936 года. Всего в чемпионатах СССР по футболу провёл 18 матчей.
С 1927 по 1936 годы играл за сборную Москвы по футболу, с 1933 года её капитан. С 1927 по 1934 годы выступал за сборную РСФСР по футболу. В сборной СССР с 1931 по 1935 годы сыграл 11 неофициальных матчей. С 1932 года капитан сборной СССР. Победитель футбольных турниров Всесоюзной Спартакиады 1928, 1931, 1932 и 1935 годов, проведя в них 10 матчей. Чемпион РСФСР по футболу 1927, 1928 и 1931 годов, серебряный призёр чемпионата 1932 года. Чемпион Москвы 1927 и 1934 годов.
Участник первых матчей с зарубежными профессиональными командами (1934), матчей со сборной Страны Басков (1937). Победитель футбольного турнира III Всемирной рабочей Олимпиады в Антверпене, Бельгия и Международного Кубка мира (в рамках всемирной выставки в Париже, Франция) в 1937 году.
Играл в хоккей с мячом нападающим. Был чемпионом Москвы 1927 и 1928 годов. С 1929 по 1931 годы играл за сборную Москвы по хоккею с мячом.

### Жертва репрессий
29 октября 1942 года Александр Старостин был арестован. Его братья, Николай, Андрей и Пётр, были арестованы шестью месяцами ранее. Следствие и суд шли почти год. 18—20 октября 1943 года Военная коллегия Верховного суда СССР вынесла приговор братьям Старостиным и пятерым их коллегам по работе в спортобществе «Спартак», Анатолию Денисову, Исааку Ратнеру, Александру Сысоеву, Станиславу Леуте и Евгению Архангельскому. Все они были признаны «участниками антисоветской группы, возглавляемой Старостиным Николаем». В вину братьям Старостиным и их «сообщникам» вменялись антисоветские высказывания, «особенно участившиеся после начала Великой Отечественной войны», и «суждения пораженческого характера». В частности, как записано в приговоре, осуждёнными в личных беседах «восхвалялись порядки капиталистических стран Западной Европы, где большинству из них приходилось бывать на спортивных состязаниях». Кроме того, Старостины, а также Денисов, Ратнер и Сысоев, были признаны виновными в том, что, используя своё должностное положение, они систематически расхищали спортивные товары из предприятий системы промкооперации, а деньги, вырученные от их продажи, делили в разных долях между соучастниками хищений. Ущерб государству «от действий вышеперечисленных лиц» был оценён в 160 тысяч рублей, при этом на долю Николая Старостина пришлось 28 тысяч рублей, Александра — 12 тысяч, а Андрея и Петра — по 6 тысяч рублей. Также члены группы Н. Старостина обвинялись в измене Родине, но судебному следствию не удалось установить «каких-либо конкретных приготовительных действий, направленных к измене родине».
Участники «группы Старостина» были осуждены по статье 58-10 УК РСФСР. Александр Старостин, так же, как и его братья, был приговорён к 10 годам лагерей и 5 годам поражения в политических правах, а также к конфискации «всего лично им принадлежащего имущества». Кроме того, военная коллегия постановила возбудить ходатайство перед Президиумом Верховного Совета СССР «о лишении Старостина Александра — ордена Трудового Красного знамени».
Свой лагерный срок Александр Старостин начал отбывать в Пермской области, в Усольлаге. Впрочем, уже 2 декабря 1943 года Старостин покинул Усольлаг и 5 февраля 1944 года был принят в Печорлаг (Коми АССР). Находясь в Печорлаге, Александр Старостин подавал Сталину прошение о направлении на фронт. В лагере Старостин был задействован на общих работах на железнодорожном транспорте, став впоследствии бригадиром. В июне 1944 года Старостин был принят на работу мастером спорта «Динамо» при Управлении Печорского ИТЛ НКВД.
С февраля 1947 по июнь 1950 года отбывал срок в Свердловской области, в Ивдельлаге, где работал на разгрузке древесины и в качестве бухгалтера по производству, а также принимал «активное участие в проведениях физкультурно-спортивных мероприятий среди заключённых». 14 июня 1950 года вновь переведён в Коми АССР, в базировавшийся в Инте Минеральный лагерь МВД СССР (Минлаг). Срок он отбывал в одном из лагерей в Абези, работая на комбинате «Интауголь». 4 сентября 1952 года А. Старостин был переведён на спецпоселение в Кожвинский район Коми АССР.
28 июля 1954 года Военная коллегия Верховного суда СССР освободила А. Старостина от ссылки на поселение.
Автор книги «Рассказ капитана» (М., 1935). Похоронен на Ваганьковском кладбище (7 уч.), позже рядом был похоронен брат. На том же кладбище были похоронены и остальные братья.
Турнир на приз Александра Старостина с 1985 года проводили спартаковские команды второй лиги.

## Достижения
Москва
- Чемпион СССР (3): 1928, 1932, 1935
- Чемпион РСФСР (3): 1927, 1928, 1931
- Вице-чемпион РСФСР (1): 1932

РСФСР
- Чемпион СССР (1): 1931

Спартак (Москва)
- Чемпион СССР (1): 1936 (осень)
- Вице-чемпион СССР (1): 1937
- Третий призёр чемпионата СССР (1): 1936 (весна)
- Чемпион Москвы (2): 1927 (осень), 1934 (весна)
- Победитель III летней рабочей Олимпиады в Антверпене 1937

Личные
- В «44-х» и «33-х» (журнал «ФиС»)— № 3 (1928) и № 1 (1930), в списке 33 лучших футболистов СССР — № 1 (1933)
- Включён в символическую сборную СССР за 50 лет в 1967 году

## Деятельность функционера
- Сентябрь 1937—1941 — председатель секции футбола и хоккея с мячом Комитета по делам физкультуры и спорта СССР
- 1946—1947 — старший тренер команды «Динамо» Пермь
- 1956—1958 — председатель секции футбола спорткомитета РСФСР
- 1959—1967 — председатель Федерации футбола РСФСР
- 1968—1976 — заместитель председателя федерации футбола РСФСР

## Награды
Награждён двумя орденами «Трудового Красного знамени» (22.07.1937, 1972). Заслуженный мастер спорта СССР (1936).

## Семья
Братья: Николай (1902—1996), Андрей (1906—1987), Пётр (1909—1993). Дочь — Алла